# Полошко
Полошко (на македонска литературна норма: Полошко) е бивше село в Северна Македония, в Община Кавадарци.

## География
Селото е било разположено в източната част на областта Мариово, югозападно от общинския център Кавадарци, на десния бряг на река Черна (Църна). Срещу селото на другия бряг на реката е разположен Полошкият манастир.

## История
Полошко е включено заедно с манастира „Свети Георги“ в дарението, направено от Константин Драгаш на манастира Св. Пантелеймон-Росикон на Света гора от 70-те години на XIV век: и єштє приложихъ оу Тиквєшоу... сєло Полошко,... сєло Жєлишта.
В XIX век Полошко е малък чифлик в Рожденска нахия (Морихово) на Тиквешка кааза на Османската империя. В „Етнография на вилаетите Адрианопол, Монастир и Салоника“, издадена в Константинопол в 1878 година и отразяваща статистиката на населението от 1873 година, Подлошко (Podloschko) е посочено като село с 15 домакинства и 78 жители българи. Според статистиката на Васил Кънчов („Македония. Етнография и статистика“) от 1900 година Полошко има 12 жители всички българи християни.
По данни на българското военно разузнаване в 1908 година:
| „ | Полошко е малък чифлик от 4 къщи. | “ |

След създаването на изкуственото Тиквешко езеро в 1964 – 1968 година, село Полошко е потопено под язовира и до Полошкия манастир се стига само по вода.